# Blanka Zilynská
Blanka Zilynská, roz. Nořížová, (* 17. 3. 1956 Praha) je česká historička a archivářka.

## Život
Po absolvování Gymnázia Nad Štolou studovala v letech 1975–1980 obory archivnictví a dějepis na Filozofické fakultě Univerzity Karlovy. Od roku 1980 působí v Archivu Univerzity Karlovy a od roku 1999 je také odbornou asistentkou na Ústavu českých dějin Filozofické fakulty Univerzity Karlovy. V roce 2001 se stala členkou výboru a vedení Společnosti Husova muzea v Praze. Od roku 2005 je tajemnicí a výkonnou redaktorkou časopisu Acta Universitatis Carolinae – Historia Universitatis Carolinae Pragensis. V roce 2008 získala titul Ph.D. Odborně se zabývá především církevními dějinami pozdního středověku a dějinami Univerzity Karlovy ve 20. století. Jejím manželem je historik a vysokoškolský pedagog Bohdan Zilynskyj.

## Výběrová bibliografie
- Husitské synody v Čechách 1418–1440. Příspěvek k úloze univerzitních mistrů v husitské církvi a revoluci, Praha 1985
- Kozojedy 1514–1994. 480 let od vydání znakového privilegia, Ústí n. L. 1994 (s Bohdanem Zilynským)
- Dějiny Univerzity Karlovy IV: 1918–1990, Praha 1998, kapitoly: Poválečná obnova a zápas o charakter univerzity, s. 235-261, a Pedagogická fakulta, s. 511–32
- A History of Charles University II, edited by F. Kavka and J. Petráň, Praha 2001, pp. 265–271 (The Post-War Renewal of Charles University), pp. 373–376 (The Pedagogical Faculty)
- Utrakvistická církevní správa a možnosti jejího studia, in: Církevní správa a její písemnosti na přelomu středověku a novověku, AUC-PhH 2, 1999, Z PVH XV, Praha 2003, s. 39–53
- Karl Adolf Constantin Ritter von Höfler jako univerzitní učitel, in: Německá medievistika v českých zemích do roku 1945, edd. P. Soukup a F. Šmahel, Práce z dějin vědy 18, Praha 2004, s. 193–224
- Synoden im utraquistischen Böhmen 1418–1531, in: Partikularsynoden im späten Mittelalter, hg. v. N. Kruppa – L. Zygner, Göttingen 2006, s. 377–386.
- Synodální opatření proti husitům v diecézích širší střední Evropy, in: Ve znamení zemí Koruny české. Sborník k 60. narozeninám prof. L. Bobkové, edd. L. Březina – J. Konvičná – J. Zdichynec, Praha 2006, s. 265–289
- Jakoubek ze Stříbra a dobová církevní správa, in: Jakoubek ze Stříbra. Texty a jejich působení, edd. O. Halama a P. Soukup, Praha 2006, s. 9–48
- Ansichten der böhmischen Utraquisten des 15. Jahrhunderts zur Wallfahrt, in: Wallfahrt und Reformation. Zur Veränderung religiöser Praxis in Deutschland u. Böhmen in den Umbrüchen der Frühen Neuzeit, hg. v. J. Hrdina – H. Kühne – T. T. Müller, Frankfurt/M. etc. 2007, s. 79–108
- From Learned Disputation to the Happening. The Propagation of Faith through Word and Image, in: Public Communication in European Reformation. Artistic and other Media in Central Europe 1380–1620, edd. M. Bartlová – M. Šroněk, Prague 2007, s. 55–67
- Synody v Čechách mezi Kostnicí a Tridentinem, in: Sacri canones servandi sunt. Ius canonicum et status ecclesiae saeculis XIII–XV, curavit Pavel Krafl, Praha 2008, s. 531–539
- „Vestre reverendissime Paternitati duximus presentandum.“ Role a podoba písemností při obsazování církevních beneficií ve středověku, in: Pragmatické písemnosti v kontextu právním a správním, edd. Zdeněk Hojda – Hana Pátková, Praha 2008, s. 105–119
- Stav bádání o církevní problematice korunních zemí na přechodu od středověku k novověku, in: L. Bobková – Jana Konvičná (edd.), Náboženský život a církevní poměry v zemích Koruny české ve 14.–17. stol. (Korunní země v dějinách českého státu IV), nakl. casablanca a FF UK v Praze, Praha 2009, s. 19–58 (s Janem Zdichyncem),
- Les nouvelles formes de la synodalité à la fin du Moyen Âge: la Bohême dans le contexte de la Réforme européenne, in: Krzysztof Bracha – Paweł Kras (eds.), Przestrzeń religijna Europy Środkowo-Wschodniej w średniowieczu, Warszawa 2010, s. 79–100
- Johann Hoffmann: Prager Student, antihussitischer Repräsentant und Bischof von Meissen, in: Universitäten, Landesherren und Landeskirchen: Das Kuttenberger Dekret von 1409 im Kontext der Epoche von der Gründung der Karlsuniversität 1348 bis zum Augsburger Religionsfrieden 1555, AUC–HUCP 49/2, 2009 (vyšlo 2010), s. 81–98
- Synoden als Kommunikationsforum, in: Eva Doležalová – Robert Šimůnek (edd.), Ecclesia als Kommunikationsraum in Mitteleuropa (13.–16. Jahrhundert) (Veröffentlichungen des Collegium Carolinum, Bd. 122), Oldenbourg Verlag, München 2011, s. 51–66
- Die Böhmische Chronik Benedikt Johnsdorfs über die Böhmische Krone und die Stellung Schlesiens im Rahmen der Kronländer, in: Lenka Bobková – Jan Zdichynec (edd.), Geschichte – Erinnerung – Selbstidentifikation. Die schriftliche Kultur in den Ländern der Böhmischen Krone im 14.–18. Jahrhundert (Korunní země v dějinách českého státu 5), Casablanca, Praha 2011, s. 82–108
- Hussitische Synoden. Die Vorläufer der reformatorischen Synodalität, in: Franz Machilek (Hg.), Die hussitische Revolution. Religiöse, politische und regionale Aspekte, Böhlau Verlag, Köln-Weimar-Wien 2012, ss. 57–75 (Forschungen und Quellen zur Kirchen- und Kulturgeschichte Ostdeutschlands, Band 44)
- Die Geschichtsschreibung im Ausgang des Mittelalters als Ausdruck der regionalen Identität. Eine Konfrontation der Auffassungen Benedikt Johnsdorfs mit den Ansichten seiner Zeitgenossen zum Thema Zugehörigkeit Schlesiens zur Böhmischen Krone, in: Terra – Ducatus – Marchionatus – Regio. Die Bildung und Entwicklung der Regionen im Rahmen der Krone des Königreichs Böhmen (Die Kronländer in der Geschichte des böhmischen StaatesVI), hrsg. von Lenka Bobková – Jana Fantysová-Matějková, unter Mitarbeit von Petr Hrachovec und Jan Zdichynec, Prag 2013, S. 308–334
- Čech mezi jinověrci aneb křesťanská propaganda pod rouškou smíření náboženství. Historie – Otázky – Problémy 6, č. 2, 2014, s. 106–115.
- Dvůr krále Jiřího ve světle současného poznání. Mediaevalia Historica Bohemica 17, č. 2, 2014, s. 17–36.
- Hus a vdova Fída – legenda a skutečnost jednoho místa paměti. AUC-HUCP 53, fasc. 1, 2013 [vyd. 2014], s. 35–42.
- Kališnická církev. In: Husitské století. Edd. Pavlína Cermanová, Robert Novotný, Pavel Soukup. Praha: Nakladatelství Lidové noviny, 2014. s. 586–605.
- Cesta ke vzniku Husova kultu v Kostnici. Dějiny a současnost 37, č. 6, 2015, s. 18–21.
- Nová expozice o životě, dílu, mučednické smrti a odkazu M. Jana Husa v kostnickém památníku. Historie – Otázky – Problémy 7, č. 1, 2015, s. 214–216.